# Championnat du monde de Formule 1 1960
Navigation
1959 1961
Le championnat du monde de Formule 1 1960 a été remporté par l'Australien Jack Brabham sur une Cooper-Climax. La marque britannique Cooper remporte le championnat du monde des constructeurs.

## Règlement sportif
- Seuls les six meilleurs résultats sont retenus.
- L'attribution des points s'effectue selon le barème 8, 6, 4, 3, 2, 1.

Le championnat du monde s'offre le tout premier changement de barème de son histoire : le point du meilleur tour en course est supprimé et récompense désormais le 6e du Grand Prix.

## Règlement technique
- Moteurs atmosphériques: 2 500 cm³
- Moteurs suralimentés: 750 cm³

## Principaux engagés
Pas de changements chez les champions du monde : Jack Brabham et Bruce McLaren sont reconduits chez Cooper. Le succès de la petite monoplace britannique à moteur arrière a attiré beaucoup de privés puisque outre l'écurie de Rob Walker avec Stirling Moss et Maurice Trintignant, l'écurie BRP, désormais baptisée Team Yeoman Credit, engagera désormais des Cooper. Yeoman Credit a su notamment attirer Tony Brooks, un des hommes forts des dernières saisons.
D'autres équipes se convertissent au moteur arrière comme Lotus qui a perdu Graham Hill parti chez BRM mais récupéré John Surtees, star des compétitions motocyclistes, passé depuis peu à l'automobile. Surtees fera équipe avec Innes Ireland resté fidèle à l'équipe de Colin Chapman. C'est également le cas de BRM où, aux côtés de Joakim Bonnier, Graham Hill et Dan Gurney remplacent Harry Schell.
La Scuderia Ferrari, dont le conservatisme technique semble condamner ses pilotes aux seconds rôles a perdu Brooks et Gurney et aligne un trio composé de Phil Hill, Cliff Allison et Wolfgang von Trips, auquel devrait s'ajouter ponctuellement Richie Ginther.
Liste complète des écuries et pilotes (hors Indianapolis) ayant couru dans le championnat 1960 de Formule 1 organisé par la FIA.
| Écurie                                | Constructeur  | Châssis        | Moteur                   | Pneus | Pilotes                      | Courses         |
| ------------------------------------- | ------------- | -------------- | ------------------------ | ----- | ---------------------------- | --------------- |
| Camoradi International                | Behra-Porsche | RSK            | Porsche 547/3 1.5 Flat-4 | D     | Masten Gregory               | 1               |
| Camoradi International                | Behra-Porsche | RSK            | Porsche 547/3 1.5 Flat-4 | D     | Fred Gamble                  | 9               |
| Scuderia Centro Sud (en)              | Cooper        | T51            | Maserati 250S 2.5 L4     | D     | Roberto Bonomi               | 1               |
| Scuderia Centro Sud (en)              | Cooper        | T51            | Maserati 250S 2.5 L4     | D     | Carlos Menditeguy            | 1               |
| Scuderia Centro Sud (en)              | Cooper        | T51            | Maserati 250S 2.5 L4     | D     | Masten Gregory               | 2, 4, 6-8       |
| Scuderia Centro Sud (en)              | Cooper        | T51            | Maserati 250S 2.5 L4     | D     | Ian Burgess                  | 2, 6-7, 10      |
| Scuderia Centro Sud (en)              | Cooper        | T51            | Maserati 250S 2.5 L4     | D     | Maurice Trintignant          | 2, 4, 6, 10     |
| Scuderia Centro Sud (en)              | Cooper        | T51            | Maserati 250S 2.5 L4     | D     | Mario de Araujo Cabral       | 8               |
| Scuderia Centro Sud (en)              | Cooper        | T51            | Maserati 250S 2.5 L4     | D     | Alfonso Thiele               | 9               |
| Scuderia Centro Sud (en)              | Cooper        | T51            | Maserati 250S 2.5 L4     | D     | Wolfgang von Trips           | 10              |
| Giorgio Scarlatti                     | Maserati      | 250F           | Maserati 250F1 2.5 L6    | D     | Giorgio Scarlatti            | 1               |
| Nasif Estefano                        | Maserati      | 250F           | Maserati 250F1 2.5 L6    | D     | Nasif Estefano               | 1               |
| Antonio Creus                         | Maserati      | 250F           | Maserati 250F1 2.5 L6    | D     | Antonio Creus                | 1               |
| Gino Munaron                          | Maserati      | 250F           | Maserati 250F1 2.5 L6    | D     | Gino Munaron                 | 1               |
| Cooper Car Company                    | Cooper        | T51 T53        | Climax FPF 2.5 L4        | D     | Bruce McLaren                | 1-2, 4-8, 10    |
| Cooper Car Company                    | Cooper        | T51 T53        | Climax FPF 2.5 L4        | D     | Jack Brabham                 | 1-2, 4-8, 10    |
| Cooper Car Company                    | Cooper        | T51 T53        | Climax FPF 2.5 L4        | D     | Chuck Daigh                  | 7               |
| Cooper Car Company                    | Cooper        | T51 T53        | Climax FPF 2.5 L4        | D     | Ron Flockhart                | 10              |
| Team Lotus                            | Lotus         | 18 16          | Climax FPF 2.5 L4        | D     | Innes Ireland                | 1-2, 4-8, 10    |
| Team Lotus                            | Lotus         | 18 16          | Climax FPF 2.5 L4        | D     | Alan Stacey                  | 1-2, 4-5        |
| Team Lotus                            | Lotus         | 18 16          | Climax FPF 2.5 L4        | D     | Alberto Rodriguez Larreta    | 1               |
| Team Lotus                            | Lotus         | 18 16          | Climax FPF 2.5 L4        | D     | John Surtees                 | 2, 7-8, 10      |
| Team Lotus                            | Lotus         | 18 16          | Climax FPF 2.5 L4        | D     | Jim Clark                    | 4-8, 10         |
| Team Lotus                            | Lotus         | 18 16          | Climax FPF 2.5 L4        | D     | Ron Flockhart                | 6               |
| Scuderia Ferrari                      | Ferrari       | D246 246P 156P | Ferrari 155 2.4 V6       | D     | Cliff Allison                | 1-2             |
| Scuderia Ferrari                      | Ferrari       | D246 246P 156P | Ferrari 155 2.4 V6       | D     | Phil Hill                    | 1-2, 4-9        |
| Scuderia Ferrari                      | Ferrari       | D246 246P 156P | Ferrari 155 2.4 V6       | D     | Wolfgang von Trips           | 1-2, 4-9        |
| Scuderia Ferrari                      | Ferrari       | D246 246P 156P | Ferrari 155 2.4 V6       | D     | José Froilán González        | 1               |
| Scuderia Ferrari                      | Ferrari       | D246 246P 156P | Ferrari 155 2.4 V6       | D     | Richie Ginther               | 2, 4, 9         |
| Scuderia Ferrari                      | Ferrari       | D246 246P 156P | Ferrari 155 2.4 V6       | D     | Willy Mairesse               | 5-6, 9          |
| Écurie Bleue                          | Cooper        | T51            | Climax FPF 2.2 L4        | D     | Harry Schell                 | 1               |
| Rob Walker Racing Team                | Cooper Lotus  | T51 18         | Climax FPF 2.5 L4        | D     | Stirling Moss                | 1-2, 4-5, 8, 10 |
| Rob Walker Racing Team                | Cooper Lotus  | T51 18         | Climax FPF 2.5 L4        | D     | Maurice Trintignant          | 1               |
| Rob Walker Racing Team                | Cooper Lotus  | T51 18         | Climax FPF 2.5 L4        | D     | Lance Reventlow              | 7               |
| Owen Racing Organisation              | BRM           | P25 P48        | BRM P25 2.5 L4           | D     | Joakim Bonnier               | 1-2, 4-8, 10    |
| Owen Racing Organisation              | BRM           | P25 P48        | BRM P25 2.5 L4           | D     | Graham Hill                  | 1-2, 4-8, 10    |
| Owen Racing Organisation              | BRM           | P25 P48        | BRM P25 2.5 L4           | D     | Dan Gurney                   | 2, 4-8, 10      |
| Ettore Chimeri                        | Maserati      | 250F           | Maserati 250F1 2.5 L6    | D     | Ettore Chimeri               | 1               |
| Fred Tuck Cars                        | Cooper        | T51            | Climax FPF 2.5 L4        | D     | Bruce Halford Lucien Bianchi | 2 6-7           |
| High Efficiency Motors                | Cooper        | T51            | Climax FPF 2.5 L4        | D     | Roy Salvadori                | 2, 10           |
| Yeoman Credit Racing Team             | Cooper        | T51            | Climax FPF 2.5 L4        | D     | Chris Bristow                | 2, 4-5          |
| Yeoman Credit Racing Team             | Cooper        | T51            | Climax FPF 2.5 L4        | D     | Tony Brooks                  | 2, 4-5, 7-8, 10 |
| Yeoman Credit Racing Team             | Cooper        | T51            | Climax FPF 2.5 L4        | D     | Olivier Gendebien            | 5-8, 10         |
| Yeoman Credit Racing Team             | Cooper        | T51            | Climax FPF 2.5 L4        | D     | Henry Taylor                 | 6-8, 10         |
| Yeoman Credit Racing Team             | Cooper        | T51            | Climax FPF 2.5 L4        | D     | Bruce Halford                | 6               |
| Yeoman Credit Racing Team             | Cooper        | T51            | Climax FPF 2.5 L4        | D     | Phil Hill                    | 10              |
| Brian Naylor                          | JBW           | 59             | Maserati 250S 2.5 L4     | D     | Brian Naylor                 | 2, 7, 9-10      |
| Scuderia Castellotti                  | Cooper        | T51            | Castellotti 2.5 L4       | D     | Gino Munaron                 | 2, 6-7, 9       |
| Scuderia Castellotti                  | Cooper        | T51            | Castellotti 2.5 L4       | D     | Giorgio Scarlatti            | 2, 9            |
| Scuderia Castellotti                  | Cooper        | T51            | Castellotti 2.5 L4       | D     | Giulio Cabianca              | 9               |
| Reventlow Automobiles Inc             | Scarab        | F1             | Scarab 2.5 L4            | D     | Chuck Daigh                  | 2, 4-6, 10      |
| Reventlow Automobiles Inc             | Scarab        | F1             | Scarab 2.5 L4            | D     | Lance Reventlow              | 2, 4-5          |
| Reventlow Automobiles Inc             | Scarab        | F1             | Scarab 2.5 L4            | D     | Richie Ginther               | 6               |
| Reg Parnell                           | Cooper        | T51            | Climax FPF 2.5 L4        | D     | Henry Taylor                 | 4               |
| David Brown Corporation               | Aston Martin  | DBR4 DBR5      | Aston Martin RB6 2.5 L6  | D     | Roy Salvadori                | 4, 7            |
| David Brown Corporation               | Aston Martin  | DBR4 DBR5      | Aston Martin RB6 2.5 L6  | D     | Maurice Trintignant          | 7               |
| Écurie Maarsbergen                    | Cooper        | T51            | Climax FPF 1.5 L4        | D     | Carel Godin de Beaufort      | 4-5             |
| Taylor-Crawley Racing Team            | Lotus         | 18             | Climax FPF 2.5 L4        | D     | Mike Taylor                  | 5               |
| Écurie nationale belge                | Cooper        | T45            | Climax FPF 2.5 L4        | D     | Lucien Bianchi               | 5               |
| Vandervell Products Ltd               | Vanwall       | VW 11          | Vanwall 254 2.5 L4       | D     | Tony Brooks                  | 6               |
| Robert Bodle Ltd                      | Lotus         | 16             | Climax FPF 2.5 L4        | D     | David Piper                  | 6-7             |
| Gilby Engineering                     | Cooper        | T45            | Maserati 250S 2.5 L4     | D     | Keith Greene                 | 7               |
| CT Atkins                             | Cooper        | T51            | Climax FPF 2.5 L4        | D     | Jack Fairman                 | 7               |
| Arthur Owen                           | Cooper        | T45            | Climax FPF 2.2 L4        | D     | Arthur Owen                  | 9               |
| Wolfgang Seidel                       | Cooper        | T45            | Climax FPF 1.5 L4        | D     | Wolfgang Seidel              | 9               |
| Scuderia Colonia                      | Cooper        | T43            | Climax FPF 1.5 L4        | D     | Piero Drogo                  | 9               |
| Horace Gould                          | Maserati      | 250F           | Maserati 250F1 2.5 L6    | D     | Horace Gould                 | 9               |
| Porsche KG Porsche System Engineering | Porsche       | 718            | Porsche 547/3 1.5 Flat-4 | D     | Edgar Barth                  | 9               |
| Porsche KG Porsche System Engineering | Porsche       | 718            | Porsche 547/3 1.5 Flat-4 | D     | Hans Herrmann                | 9               |
| Équipe Prideaux                       | Cooper        | T43            | Climax FPF 1.5 L4        | D     | Vic Wilson                   | 9               |
| Joe Lubin                             | Maserati      | 250F           | Maserati 250S 2.5 L4     | D     | Bob Drake                    | 10              |
| Jim Hall                              | Lotus         | 18             | Climax FPF 2.5 L4        | D     | Jim Hall                     | 10              |
| Fred Armbruster                       | Cooper        | T45            | Ferrari 107 2.5 L4       | D     | Pete Lovely                  | 10              |

## Résumé du championnat du monde 1960
Lotus brille, mais Cooper engrange

1960 commence comme 1959 s'était terminé, avec une victoire de Bruce McLaren. Cette victoire doit beaucoup à la cascade d'abandons ayant émaillé le Grand Prix argentin. Parmi les pilotes s'étant succédé en tête de la course avant de renoncer, Innes Ireland sur la nouvelle Lotus 18 aura particulièrement impressionné.
Première conséquence de la performance de Ireland en Argentine, Rob Walker et Stirling Moss troquent leur Cooper pour une Lotus 18 dès le Grand Prix de Monaco. À l'issue d'une course largement dominée sous la pluie (malgré un arrêt impromptu), Stirling Moss offre à Lotus sa première victoire en Grand Prix. Opportuniste deuxième, Bruce McLaren conforte sa première place au championnat. Cliff Allison sur sa Ferrari a été victime d'un grave accident et a été ejecté de sa voiture à la chicane. Le pilote britannique, sévèrement touché à la face, est contraint de renoncer au championnat.
Peu en réussite depuis le début de saison, le champion en titre Jack Brabham se rappelle au bon souvenir de tous à Zandvoort, non sans avoir eu à batailler ferme contre la Lotus de Stirling Moss, finalement classé quatrième après une crevaison.
Moss, blessé, offre un boulevard à Brabham

Le championnat connaît son premier rebondissement en Belgique avec un nouvel accident grave aux essais qui touche Stirling Moss. Moss est durement touché aux jambes et voit la suite de sa saison fortement compromise. Le malheur de Moss apparaît comme bien peu de choses comparé aux drames qui endeuilleront la course le lendemain. Chris Bristow sur la Cooper du Yeoman Credit se tue en sortant de la route puis Alan Stacey sur une Lotus officielle trouve la mort après avoir été heurté au visage par un oiseau. La course est remportée par Jack Brabham tandis que son coéquipier Bruce McLaren sauve sa place de leader au championnat en terminant deuxième. Irrésistible en l'absence de Stirling Moss, Brabham enchaînera par trois autres succès consécutifs, synonymes de titre mondial.
Boycotté par les écuries britanniques mécontentes de l'utilisation jugée anachronique de l'anneau de vitesse, le Grand Prix d'Italie est remporté sans concurrence par Phil Hill qui signe ainsi la première victoire en championnat du monde d'un pilote américain (Indianapolis 500 mis à part). Le dernier Grand Prix de la saison, à Riverside en Californie est remporté par Stirling Moss revenu à la compétition à l'occasion du Grand Prix du Portugal.

## Grands Prix de la saison 1960
| no | Date        | Grand Prix                    | Lieu              | Vainqueur     | Écurie             | Pole position | Record du tour | Résumé |
| -- | ----------- | ----------------------------- | ----------------- | ------------- | ------------------ | ------------- | -------------- | ------ |
| 85 | 7 février   | Grand Prix d'Argentine        | Buenos Aires      | Bruce McLaren | Cooper-Climax      | Stirling Moss | Stirling Moss  | Résumé |
| 86 | 29 mai      | Grand Prix de Monaco          | Monaco            | Stirling Moss | Lotus-Climax       | Stirling Moss | Bruce McLaren  | Résumé |
| 87 | 30 mai      | Indianapolis 500              | Indianapolis      | Jim Rathmann  | Watson-Offenhauser | Eddie Sachs   | Jim Rathmann   | Résumé |
| 88 | 6 juin      | Grand Prix des Pays-Bas       | Zandvoort         | Jack Brabham  | Cooper-Climax      | Stirling Moss | Stirling Moss  | Résumé |
| 89 | 19 juin     | Grand Prix de Belgique        | Spa-Francorchamps | Jack Brabham  | Cooper-Climax      | Jack Brabham  | Innes Ireland  | Résumé |
| 90 | 3 juillet   | Grand Prix de France          | Reims             | Jack Brabham  | Cooper-Climax      | Jack Brabham  | Jack Brabham   | Résumé |
| 91 | 16 juillet  | Grand Prix de Grande-Bretagne | Silverstone       | Jack Brabham  | Cooper-Climax      | Jack Brabham  | Graham Hill    | Résumé |
| 92 | 14 août     | Grand Prix du Portugal        | Porto             | Jack Brabham  | Cooper-Climax      | John Surtees  | John Surtees   | Résumé |
| 93 | 4 septembre | Grand Prix d'Italie           | Monza             | Phil Hill     | Ferrari            | Phil Hill     | Phil Hill      | Résumé |
| 94 | 20 novembre | Grand Prix des États-Unis     | Riverside         | Stirling Moss | Lotus-Climax       | Stirling Moss | Jack Brabham   | Résumé |

## Classement des pilotes
| Classement | Pilote             | Pays             | Voiture              | Nombre de points |
| ---------- | ------------------ | ---------------- | -------------------- | ---------------- |
| 1er        | Jack Brabham       | Australie        | Cooper-Climax        | 43               |
| 2e         | Bruce McLaren      | Nouvelle-Zélande | Cooper-Climax        | 34 (37)          |
| 3e         | Stirling Moss      | Royaume-Uni      | Lotus-Climax         | 19               |
| 4e         | Innes Ireland      | Royaume-Uni      | Lotus-Climax         | 18               |
| 5e         | Phil Hill          | États-Unis       | Ferrari              | 16               |
| 6e         | Olivier Gendebien  | Belgique         | Cooper-Climax        | 10               |
| 7e         | Wolfgang von Trips | Allemagne        | Ferrari              | 10               |
| 8e         | Jim Rathmann       | États-Unis       | Watson-Offenhauser   | 8                |
| 9e         | Richie Ginther     | États-Unis       | Ferrari              | 8                |
| 10e        | Jim Clark          | Royaume-Uni      | Lotus-Climax         | 8                |
| 11e        | Tony Brooks        | Royaume-Uni      | Cooper-Climax        | 7                |
| 12e        | Cliff Allison      | Royaume-Uni      | Ferrari              | 6                |
| 13e        | Rodger Ward        | États-Unis       | Watson-Offenhauser   | 6                |
| 14e        | John Surtees       | Royaume-Uni      | Lotus-Climax         | 6                |
| 15e        | Graham Hill        | Royaume-Uni      | BRM                  | 4                |
| 16e        | Paul Goldsmith     | États-Unis       | Epperly-Offenhauser  | 4                |
| 17e        | Willy Mairesse     | Belgique         | Ferrari              | 4                |
| 18e        | Joakim Bonnier     | Suède            | BRM                  | 4                |
| 19e        | Henry Taylor       | États-Unis       | Cooper-Climax        | 3                |
| 20e        | Carlos Menditeguy  | Argentine        | Cooper-Maserati      | 3                |
| 21e        | Don Branson        | États-Unis       | Phillips-Offenhauser | 3                |
| 22e        | Giulio Cabianca    | Italie           | Cooper-Castellotti   | 3                |
| 23e        | Johnny Thomson     | États-Unis       | Lesovsky-Offenhauser | 2                |
| 24e        | Eddie Johnson      | États-Unis       | Trevis-Offenhauser   | 1                |
| 25e        | Lucien Bianchi     | Belgique         | Cooper-Maserati      | 1                |
| 26e        | Ron Flockhart      | Royaume-Uni      | Cooper-Climax        | 1                |
| 27e        | Hans Herrmann      | Allemagne        | Porsche              | 1                |

## Classement des constructeurs
Les 500 Miles d’Indianapolis ne sont pas pris en compte au championnat du monde des constructeurs.
| Classement | Pays        | Voiture            | Nombre de points |
| ---------- | ----------- | ------------------ | ---------------- |
| 1er        | Royaume-Uni | Cooper-Climax      | 48               |
| 2e         | Royaume-Uni | Lotus-Climax       | 34               |
| 3e         | Italie      | Ferrari            | 26               |
| 4e         | Royaume-Uni | BRM                | 8                |
| 5e         | Royaume-Uni | Cooper-Maserati    | 3                |
| 6e         | Royaume-Uni | Cooper-Castellotti | 3                |
| 7e         | Allemagne   | Porsche            | 1                |

## Liste des Grands Prix disputés cette saison ne comptant pas pour le championnat du monde de Formule 1
| Nom                            | Circuit      | Date         | Vainqueur     | Constructeur  |
| ------------------------------ | ------------ | ------------ | ------------- | ------------- |
| VIIIe Glover Trophy            | Goodwood     | 18 avril     | Innes Ireland | Lotus-Climax  |
| XIIe BRDC International Trophy | Silverstone  | 14 mai       | Innes Ireland | Lotus-Climax  |
| Ve Silver City Trophy          | Brands Hatch | 1er août     | Jack Brabham  | Cooper-Climax |
| Ier Lombank Trophy             | Snetterton   | 17 septembre | Innes Ireland | Lotus-Climax  |
| VIIe International Gold Cup    | Oulton Park  | 24 septembre | Stirling Moss | Lotus-Climax  |
| Grand Prix du Cap              | Killarney    | 17 décembre  | Stirling Moss | Porsche       |
| Grand Prix d'Afrique du Sud    | East London  | 27 décembre  | Stirling Moss | Porsche       |